# Saxofone
Saxofone è un film del 1978 diretto da Renato Pozzetto. Ha come protagonisti Renato Pozzetto e Mariangela Melato.

## Trama
Fiorenza è una ricca signora, moglie di Fabrizio Castellani, un arrogante borghese di Milano. Stanca delle compagnie snob che frequenta, un giorno per caso incontra Sax, un sassofonista di strada che si esibisce per le vie della città. Fiorenza lo corteggia, cercando di coinvolgerlo nelle iniziative chic del suo entourage, riuscendo solo a ferirlo. Sax si allontana, ma lei continua a fargli la corte, arrivando a rompere con il marito per inseguire il suo amore, che però non ricambia. Solo nel finale Fiorenza si decide a lasciar perdere, quando scopre che in realtà Sax è molto più facoltoso di quanto sembri, in quanto abita in un antico palazzo di Milano con la moglie, i 4 figli e un maggiordomo.

## Produzione
Il film è stato tratto da un soggetto di Enzo Jannacci e da questi scritto assieme a Renato Pozzetto, Cochi Ponzoni e Beppe Viola. Oltre a Mariangela Melato, al film prendono parte vari comici provenienti dall'esperienza del Derby Club di Milano e coinvolti nelle iniziative di Jannacci. In particolare nel film sono presenti, oltre a Cochi e Renato e Felice Andreasi già con Jannacci nel Gruppo Motore, anche: Massimo Boldi, Diego Abatantuono, Giorgio Porcaro ed Ernst Thole (componenti del Gruppo Repellente) e altri cabarettisti del Derby come Teo Teocoli, Guido Nicheli ed Enrico Abate.
Il film è stato girato a Milano, in vari luoghi tra cui Piazza del Liberty, la Basilica di Sant'Eufemia (scena della confessione e della predica con Cochi Ponzoni), il Palazzetto dello Sport di Novate Milanese, Piazza San Fedele, Teatro Gerolamo e lo Skorpion Center.
La motrice gialla utilizzata da Massimo Boldi è della francese Berliet.

## Colonna sonora
La colonna sonora è stata composta da Enzo Jannacci e non ha mai visto la pubblicazione su alcun supporto fonografico, sebbene un brano intitolato Saxophone, che però nulla ha a che vedere col film, compaia nell'album Secondo te...Che gusto c'è? di Jannacci del 1977 e come retro del singolo omonimo tratto da questo.

## Distribuzione
Il film è stato distribuito in Italia a partire dal 27 ottobre 1978. È conosciuto anche con il titolo internazionale di Saxophone.

## Accoglienza

### Pubblico
Il film incassò lire 402.000.000 .

### Critica
Il Morandini definisce il film "una commedia fantasista che non morde a livello satirico e ha le polveri bagnate a quello comico. Vola basso come fantasia, è inconcludente sul piano sentimentale". Più favorevole la critica di FilmTv.it, che ritiene il film "Meno riuscito che nelle intenzioni, ma con una vena surreale non volgare".